# New Ways but Love Stays
New Ways but Love Stays è un album del gruppo musicale R&B The Supremes, pubblicato nel 1970 dalla Motown.

## Tracce
1. Together We Can Make Such Sweet Music (Martin Coleman, Richard Drapkin)
2. Stoned Love (Yennik Samoht, Frank Wilson)
3. It's Time to Break Down (Ellean Hendley, Wilson)
4. Bridge over Troubled Water (Paul Simon)
5. I Wish I Were Your Mirror
6. Come Together (John Lennon, Paul McCartney)
7. Love the One Your With
8. Is There a Place (In His Heart for Me)
9. Na Na Hey Hey (Kiss Him Goodbye) (Paul Leka, Dale Frashuer, Gary DeCarlo)
10. Shine on Me
11. Thank Him for Today (Vincient DiMarco, Wilson)

## Classifiche
| Classifica                      | Posizione più alta |
| ------------------------------- | ------------------ |
| U.S. Billboard 200              | 68                 |
| U.S. Billboard R&B Albums Chart | 12                 |